# Kup Hrvatske u softbolu
Popis kupova Hrvatske u softbolu i osvajača odnosno osvajačica naslova pobjednika kupa.
| 1992.: 1993.: 1994.: 1995.: 1996.: 1997.:Princ Zagreb 1998.:Princ Zagreb 1999.:Princ zagreb 2000.:Hrvatski dragovoljac 2001.:Princ Zagreb 2002.:Princ Zagreb 2003.:Princ Zagreb 2004.:Princ Zagreb 2005.:Princ Zagreb 2006.:Princ Zagreb |  | 1992.: 1993.: 1994.: 1995.: 1996.: 1997.: 1998.: 1999.: 2000.: 2001.:Medvednica Mrki medvedi 2002.:Sisak Storks 2003.:Medvednica Mrki medvedi 2004.:Novi Zagreb Giants 2005.:Novi Zagreb Giants 2006.:Novi Zagreb Giants |